# Zara Rutherford
Zara Rutherford (Bruselas, Bélgica, 5 de julio de 2002) es una piloto de avión belga-británica. Es la primera persona en dar la vuelta al mundo en un avión ultraligero. A los 19 años, se convirtió en la piloto más joven en dar la vuelta al mundo en solitario tras un viaje de cinco meses que comenzó en Kortrijk, Bélgica, el 18 de agosto de 2021, y que terminó el 20 de enero de 2022.
Con esta hazaña, entró en el Libro Guinness de los récords, cuyo anterior récord de precocidad estaba en poder de  Shaesta Waiz, que dio la vuelta al mundo a la edad de 30 años.

## Biografía
Zara Rutherford nació en Bruselas, Bélgica, hija de Sam Rutherford, un piloto de avión británico y Beatrice de Smet, una abogada y piloto de aviones aficionada. En su infancia, Rutherford acompañó en varios vuelos a su padre, llegando incluso a pilotar algunos trayectos. A los 14 años de edad comenzó a entrenar para llegar a ser piloto de aviones, obteniendo su licencia profesional en el año 2020. Ella completó sus estudios en Matemáticas, economía y física en la escuela de St Swithun, en Winchester, Inglaterra.

## Ruta
Para conseguir el récord, tuvo que volar por los cinco continentes, alcanzando una distancia volada, aproximada, de unos 51.000 km. Originalmente estimaba que le llevaría tres meses, pero finalmente hizo el recorrido en cinco, debido a los retrasos provocados por la mala meteorología, problemas con los visados y mantenimientos realizados al avión.

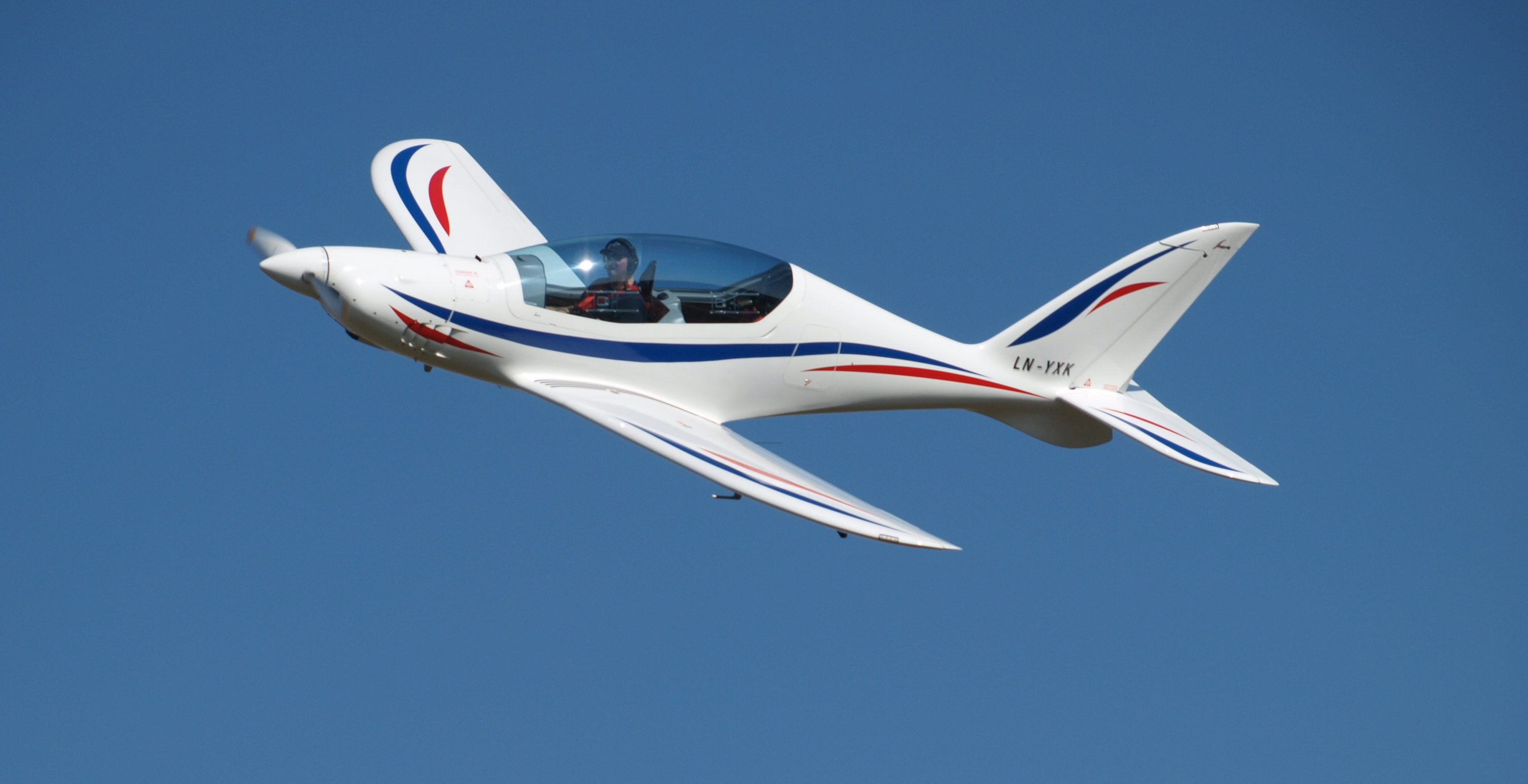
Avion Shark.Aero Shark, similar al que usó Zara Rutherford.

Rutherford anunció su propuesta de dar la vuelta al mundo volando sola con tan solo 19 años en una conferencia de prensa el 26 de julio de 2021. Quería conseguir el récord mundial previamente en manos de la piloto estadounidense Shaesta Waiz, que lo consiguió en 2017 a la edad de 30 años. Aparte de este, ella quería conseguir otros dos récords— ser la primera mujer en sobrevolar la esfera terrestre en una nave micro ligera  y la primera belga en sobrevolar el mundo sola en una aeronave con un solo motor. El anuncio en torno a los récords tenía como objetivo dar visibilidad a la brecha de género existente en campos tales como la ciencia, la tecnología, la ingeniería y las matemáticas (STEM por sus siglas en inglés) y en la aviación, y para inspirar a más mujeres y niñas a que estudien y se involucren en dichas áreas. Esta iniciativa tenía el apoyo de su principal patrocinador ICDSoft, Richard Branson's Virgin Group, La start-up belga SafeSky, y la empresa neerlandesa TMC Group. También se asoció con las ONG Girls Who Code y Dreams Soar, cuyo objetivo es inspirar a mujeres y niñas para que se introduzcan en el campo de las STEM.
La lista de ciudades en las que aterrizó fueron:
| Ruta                     | Ruta                                                                    | Ruta |
| Fecha                    | Lugar                                                                   |      |
| ------------------------ | ----------------------------------------------------------------------- | ---- |
| 18 de agosto de 2021     | Cortrique Bélgica                                                       |      |
| 18 de agosto de 2021     | Popham Reino Unido                                                      |      |
| 18 de agosto de 2021     | Aberdeen Reino Unido                                                    |      |
| 18 de agosto de 2021     | Wick Reino Unido                                                        |      |
| 19 de agosto de 2021     | Reikiavik Islandia                                                      |      |
| 20 de agosto de 2021     | Kulusuk Groenlandia                                                     |      |
| 23 de agosto de 2021     | Narsarsuaq Groenlandia                                                  |      |
| 23 de agosto de 2021     | Happy Valley-Goose Bay Canadá                                           |      |
| 25 de agosto de 2021     | Montreal Canadá                                                         |      |
| 26 de agosto de 2021     | Nueva York Estados Unidos                                               |      |
| 29 de agosto de 2021     | Princenton Estados Unidos                                               |      |
| 29 de agosto de 2021     | Kill Devil Hills Estados Unidos                                         |      |
| 29 de agosto de 2021     | Washington D. C. Estados Unidos                                         |      |
| 30 de agosto de 2021     | Jacksonville Estados Unidos                                             |      |
| 31 de agosto de 2021     | San Salvador Bahamas                                                    |      |
| 31 de agosto de 2021     | Providenciales Islas Turcas y Caicos                                    |      |
| 1 de septiembre de 2021  | Aeropuerto Internacional Terrance B. Lettsome Islas Vírgenes Británicas |      |
| 2 de septiembre de 2021  | Barranquilla Colombia                                                   |      |
| 2 de septiembre de 2021  | Los Campanos Colombia                                                   |      |
| 3 de septiembre de 2021  | Quibdó Colombia                                                         |      |
| 6 de septiembre de 2021  | Barranquilla Colombia                                                   |      |
| 6 de septiembre de 2021  | Ciudad de Panamá Panamá                                                 |      |
| 7 de septiembre de 2021  | San José Costa Rica                                                     |      |
| 7 de septiembre de 2021  | Tapachula de Córdova y Ordóñez México                                   |      |
| 7 de septiembre de 2021  | Veracruz México                                                         |      |
| 9 de septiembre de 2021  | Monterrey México                                                        |      |
| 9 de septiembre de 2021  | Albuquerque Estados Unidos                                              |      |
| 10 de septiembre de 2021 | Puerto Espacial América Estados Unidos                                  |      |
| 11 de septiembre de 2021 | Las Cruces Estados Unidos                                               |      |
| 12 de septiembre de 2021 | Phoenix Estados Unidos                                                  |      |
| 12 de septiembre de 2021 | Los Ángeles Estados Unidos                                              |      |
| 13 de septiembre de 2021 | Puerto Aéreo y Espacial de Mojave Estados Unidos                        |      |
| 15 de septiembre de 2021 | Palo Alto Estados Unidos                                                |      |
| 17 de septiembre de 2021 | Redding Estados Unidos                                                  |      |
| 19 de septiembre de 2021 | Seattle Estados Unidos                                                  |      |
| 22 de septiembre de 2021 | Ketchikan Estados Unidos                                                |      |
| 25 de septiembre de 2021 | Juneau Estados Unidos                                                   |      |
| 29 de septiembre de 2021 | Yakutat Estados Unidos                                                  |      |
| 29 de septiembre de 2021 | Anchorage Estados Unidos                                                |      |
| 29 de septiembre de 2021 | Nome Estados Unidos                                                     |      |
| 1 de noviembre de 2021   | Anádyr Rusia                                                            |      |
| 2 de noviembre de 2021   | Magadán Rusia                                                           |      |
| 9 de noviembre de 2021   | Ayán Rusia                                                              |      |
| 30 de noviembre de 2021  | Jabárovsk Rusia                                                         |      |
| 2 de diciembre de 2021   | Vladivostok Rusia                                                       |      |
| 11 de diciembre de 2021  | Gimpo Corea del Sur                                                     |      |
| 13 de diciembre de 2021  | Muan Corea del Sur                                                      |      |
| 14 de diciembre de 2021  | Taipéi República de China                                               |      |
| 15 de diciembre de 2021  | Mabalácat Filipinas                                                     |      |
| 16 de diciembre de 2021  | Kota Kinabalu Malasia                                                   |      |
| 19 de diciembre de 2021  | Ketapang Indonesia                                                      |      |
| 21 de diciembre de 2021  | Yakarta Indonesia                                                       |      |
| 24 de diciembre de 2021  | Singapur                                                                |      |
| 27 de diciembre de 2021  | Banda Aceh Indonesia                                                    |      |
| 28 de diciembre de 2021  | Colombo Sri Lanka                                                       |      |
| 30 de diciembre de 2021  | Coimbatore India                                                        |      |
| 31 de diciembre de 2021  | Mumbai India                                                            |      |
| 1 de enero de 2022       | Mumbai India                                                            |      |
| 2 de enero de 2022       | Al Ain Emiratos Árabes Unidos                                           |      |
| 6 de enero de 2022       | Riad Arabia Saudita                                                     |      |
| 7 de enero de 2022       | Tabuk Arabia Saudita                                                    |      |
| 8 de enero de 2022       | Alejandría Egipto                                                       |      |
| 9 de enero de 2022       | Heraclión Grecia                                                        |      |
| 14 de enero de 2022      | Sofía Bulgaria                                                          |      |
| 14 de enero de 2022      | Senica Eslovaquia                                                       |      |
| 16 de enero de 2022      | Benešov República Checa                                                 |      |
| 19 de enero de 2022      | Frankfurt Alemania                                                      |      |
| 20 de enero de 2022      | Cortrique Bélgica                                                       |      |